# Вантажна станція

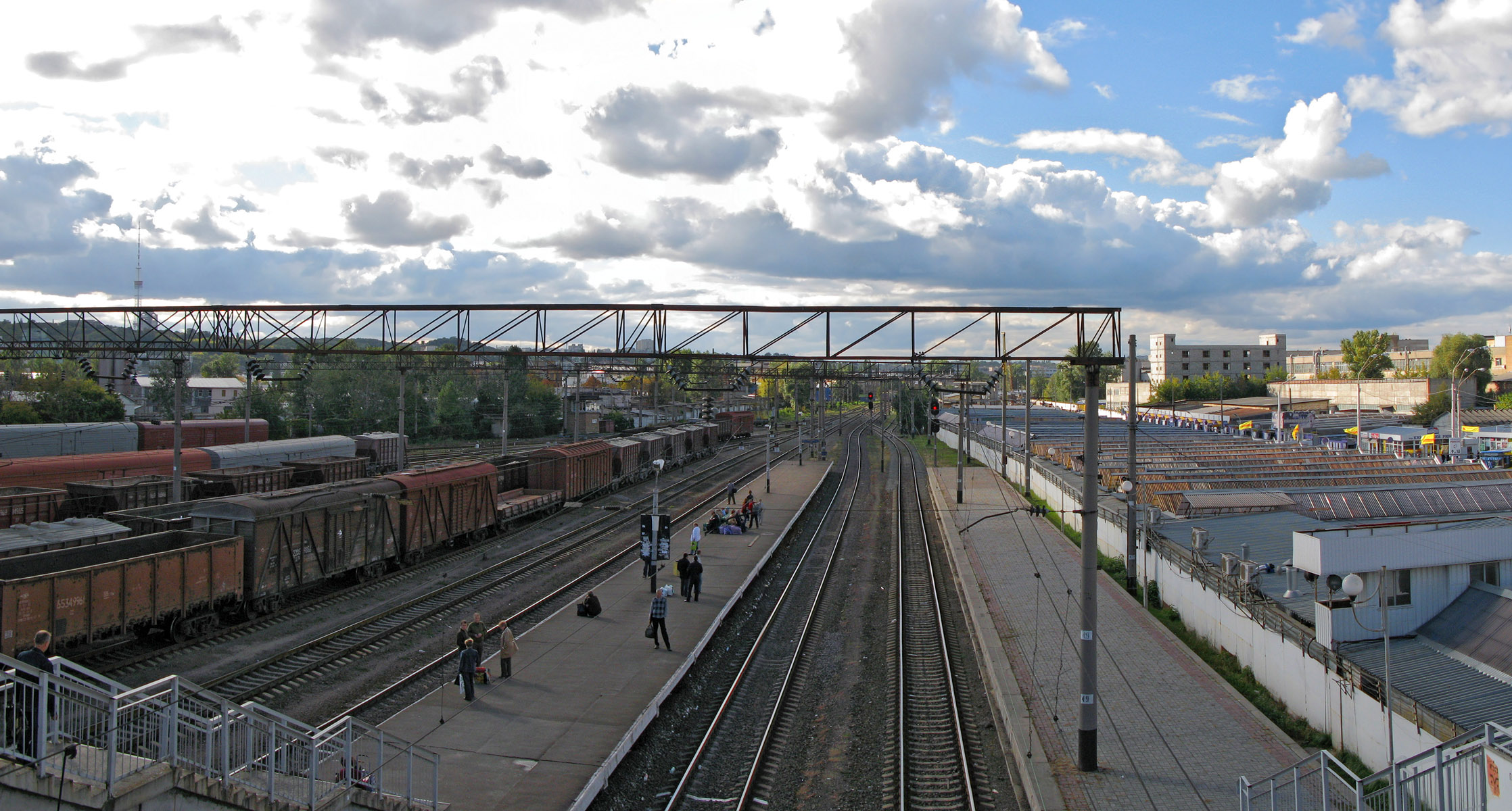
Станція Почайна (Київ)

Ванта́жна ста́нція, або това́рна ста́нція — роздільний пункт мережі залізниць, що виконує вантажні та комерційні операції з вантажами й вантажними вагонами, пов'язаний з прийомом до перевезення, зважуванням, зберіганням, завантаженням, вивантаженням, сортуванням і видаванням вантажів, переробкою контейнерів, оформленням перевізних документів, формуванням передавальних вантажних поїздів й відправницьких маршрутів, виконанням маневрової роботи з подавання вагонів на вантажні фронти та їхнім прибиранням, а також з іншими технічними операціями.
За здійснення перевезень, залежно від характеру й вимог до технології виконання вантажних операцій, вантажні залізничні станції спеціалізуються на:
- завантажувальні — за масового завантаження;
- вивантажувальні — за масового вивантаження;
- перевантажувальні — за перевантаження з одного типу транспорту на інший.

Залежно від типу вантажу у складі вантажних станцій виділяють:
- наливні залізничні станції, що здійснюють налив вантажу у цистерни;
- припортові, що здійснюють безпосереднє обслуговування морського чи річкового порту;
- перевальні, що здійснюють перевантаження з вагонів вузької колії у вагони широкої колії.

Вантажні залізничні станції, що мають особливі вимоги до технології виконання вантажних операцій, мають подвійну назву, наприклад — вантажна-припортова.